# Paquita Sabrafen
Paquita Sabrafén (Barcelona, 23 de agosto de 1931- Sídney, Australia, 22 de enero de 2009) fue una pintora española especializada en retratos.

## Biografía
Paquita tuvo una infancia difícil, ya que se desarrolló durante la Guerra civil española y su madre falleció cuando ella tenía solo 5 años.
Debido a la situación que había en España en esos momentos, huyó a Francia. Posteriormente, cuando comenzó la Segunda Guerra Mundial y la Alemania nazi avanzaba rápidamente en Europa, se trasladó a Buenos Aires, Argentina. En Buenos Aires, Paquita descubrió su pasión por el arte y aprendió de los artistas consagrados Andrea Morch, Vincent Puig, Moisés Guinart, Huget y Viladrich.
Paquita hizo su primera exposición individual en Argentina en 1950. En poco tiempo sus exposiciones se convirtieron en un evento habitual en la Galería Müller, ubicada en el Palacio Alvear de Buenos Aires, así como en la Galería Renom en Rosario. Debido a su extensa obra, se convirtió en una de las retratistas preferidas de la élite social porteña, retratos que combinaba con paisajes y naturalezas muertas.

## Trayectoria profesional
Entre sus últimos trabajos se encuentra el cuadro titulado Torn by War inspirado en el atentado sufrido por Eric Campbell, corresponsal en el extranjero de la cadena australiana ABC, y su cámara Paul Moran, quien fue el primer australiano en morir en la guerra de Irak. Es una pintura histórica que marca el comienzo de la guerra en Irak con importancia global.
Otra obra famosa es el retrato de Masako Ide (2005), quien en octubre de 2004 recibió personalmente una medalla del Emperador de Japón por sus servicios a su país en el área de la salud pública. También retrató a miembros de la familia real de Fiyi y a políticos destacados.
Viajó extensamente por todo el mundo y durante las últimas décadas vivió entre Australia y España. Sin embargo, la mayoría de sus cuadros están realizados en Liétor, un pequeño pueblo manchego donde estableció su estudio en una histórica mansión de 300 años de antigüedad. Actualmente, la que fue su casa, es una galería/museo que expone sus obras.

## Obras en exposición
Las pinturas de Paquita Sabrafén se encuentran en las colecciones de prestigiosos museos de arte nacionales de todo el mundo: 
- Museo del Hermitage, San Petersburgo, Rusia. Dos óleos, titulados Frances y La Lidia.
- Museo Nacional de Praga, República Checa. Pancho.
- Museo de la Bomba Atómica de Nagasaki, Japón. Muzumezo, un alegato por la paz.
- Museo Provincial de Albacete, España. Manchega.
- Galería de Arte de Nueva Gales del Sur, Sídney, Australia, Australian Wild Flowers. [3]
- Museo Nacional de Arte de China, Pekín, República Popular China. Luz en la oscuridad y Frutos de la cosecha (2005).

Otros lienzos de Sabrafén se encuentran en el Museo y Monumento de los 26 Mártires y el Ayuntamiento de Nagasaki. Su lienzo Mujer mirando su propio reflejo en el lago fue seleccionado para ocupar un lugar privilegiado en el Museo de arte metropolitano de Tokio (exposición Nika 1993).
Algunos de los óleos sobre lienzo más grandes de Paquita Sabrafén también se encuentran en iglesias, entre los que destaca Nuestra Señora de Orito, en el Santuario de los Capuchinos en Alicante, donde aproximadamente 200.000 personas peregrinan cada año y se dice que sus pinturas han inspirado mucha devoción. Otras pinturas se encuentran en la iglesia de los Carmelitas en el pueblo de Liétor. La pintura de Sabrafén de Cruz Ortiz Real, inspirada en la monja beatificada por el Papa Juan Pablo II el 21 de marzo de 2004, se encuentra en la iglesia de las Salesianas en Alicante.